# Рамадан, Саид
Саид Рамадан (араб. سعيد رمضان‎; 12 апреля 1926, Шибин аль-Каум, аль-Минуфия — 4 августа 1995, Женева) — египетский политический и общественный деятель, а также один из выдающихся лидеров организации «Братья-мусульмане».
Он был зятем Хасана аль-Банны, основателя организации братья-мусульмане, и стал одним из главных лидеров братьев в 1950-х годах. Рамадан часто обвинялся египетским правительством Гамаля Абдул Насера в том, что ему платило ЦРУ; Будучи изгнанным из Египта за его деятельность, Рамадан переехал в Саудовскую Аравию, где он был одним из первых членов учредительного совета Всемирной мусульманской лиги, благотворительной и миссионерской группы, финансируемой правительством Саудовской Аравии. С 1950-х годов он считался неофициальным «министром иностранных дел» братьев-мусульман.
У него также была ключевая роль в Пакистане, где он встретился с Мавдуди и получил поддержку премьер-министра Пакистана Лиаката Али Хана. Саид Рамадан носил в Пакистане шапку Джинны, чтобы лучше интегрироваться, что «заставило людей забыть, что он был египтянином». Переезжая туда в 1948 году, после создания Израиля, чтобы присутствовать на Всемирном мусульманском конгрессе, проходившем в Карачи в качестве представителя «Братьев-мусульман», он не был выбран в качестве генерального секретаря ВМК из-за своего «экстремизма». Он по-прежнему оказывал влияние на страну через еженедельные радиопрограммы и буклеты, в которых обсуждались проблемы мусульман. Его работа в качестве идеолога способствовала превращению Пакистана в Исламскую Республику в 1956 году, так как «он был вездесущим в средствах массовой информации — в каждом случае выступал за законодательство, основанное на шариате».
С 1950-х годов Рамадан пользовался широкой поддержкой ЦРУ, которое рассматривало его как союзника в борьбе против коммунизма; к концу 50-х годов ЦРУ открыто поддерживало Рамадана. Соединенные Штаты поддержали его, когда он захватил мечеть в Мюнхене. В конце концов, США не получили того, что хотели, поскольку Рамадан был больше заинтересован в распространении своей исламской программы, чем в борьбе с коммунизмом.
Саид Рамадан был отцом Хани Рамадана и Тарика Рамадана . 9 августа 1995 года Рамадан был похоронен рядом со своим свекром Хасаном аль-Банна. Премия Саида Рамадан мира назван в его честь.

## Книги и буклеты
- Исламский закон; его масштаб и справедливость
- Ислам и национализм
- Три основные проблемы, стоящие перед исламским миром
- Ислам, учение и образ жизни
- За что мы выступаем
- Что такое исламское государство?